# I-35W Mississippi River bridge

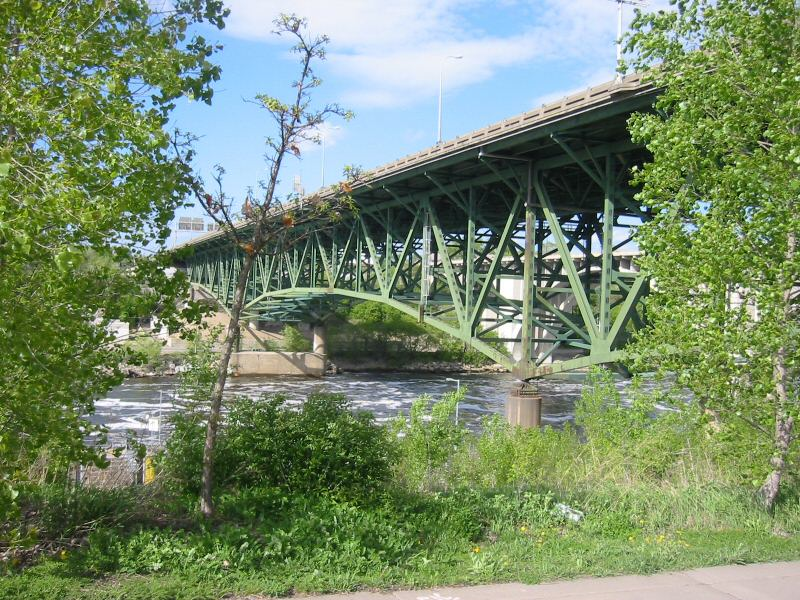
I-35W Mississippi River Bridge

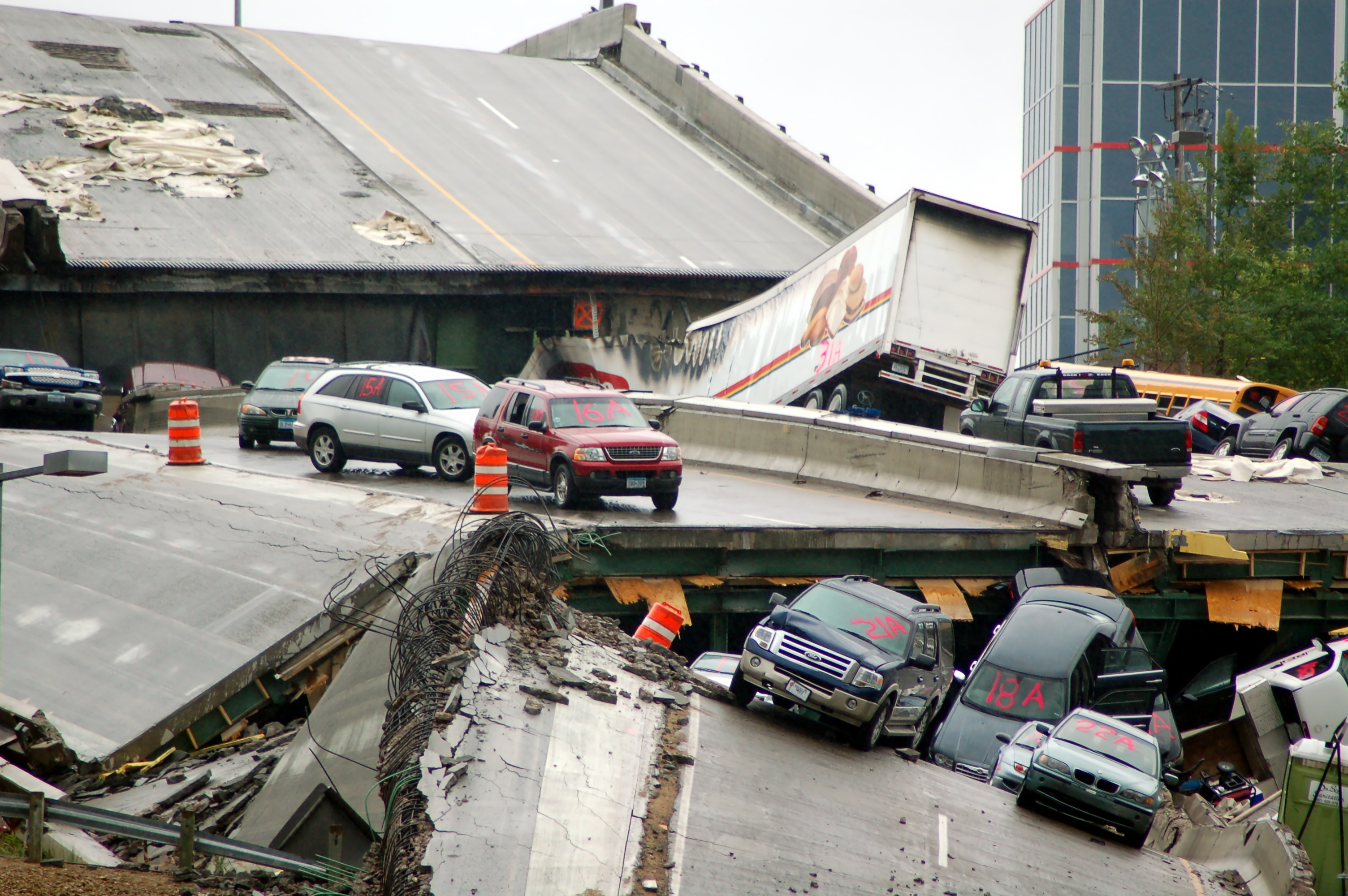
Bron efter kollapsen

I-35W Mississippi River Bridge, officiellt namn Bridge 9340, var en åttafilig motorvägsbro i Minneapolis, Minnesota som gick över Mississippifloden samt en järnväg. Den var av fackverkstyp med betongbana och hade en längd av 581 meter och en bredd på 33 meter. Bron var den näst mest trafikerade i Minnesota, med över 141 000 passerande fordon per dygn. Den utgjorde en del av vägen Interstate 35.
Bron började byggas 1964 och öppnades för trafik tre år senare, i november 1967.

## Kollapsen
Bron rasade under rusningstid på kvällen (klockan 18.01.38, lokal tid) den 1 augusti 2007 och orsakade 13 dödsfall. Över 100 skadades (8 av dem var fortfarande på sjukhus den 13 augusti). Den 4 augusti besökte USA:s president George W. Bush olycksplatsen.
National Transportation Safety Board (NTSB) startade omedelbart en utredning för att ta reda på orsaken. Utredningen presenterade sin slutrapport i november 2008, där den konstaterade att orsaken till olyckan var för svaga påläggsplåtar, påbyggnader av bron som hade ökat dess vikt utan att öka dess styrka (bland annat sammanlagt 2 tum (5 cm) betong på brobanan), och 270 amerikanska ton (245 ton) byggnadsmaterial och -utrustning som hade ställts upp på bron i samband med en renovering.
Federal Highway Administration rekommenderade alla stater i USA att kontrollera de omkring 700 broar av liknande konstruktion som finns i landet.

## I-35W Saint Anthony Falls Bridge
En ny bro byggdes på samma plats som den gamla, och fick namnet I-35W Saint Anthony Falls Bridge. Den nya bron invigdes den 18 september 2008.